# 李敦化
李敦化（1893年7月—1985年1月），字意吾。广东兴宁人。教授、硫酸和工业化学专家。

## 生平
1897年7月（光绪二十三年），生于广东兴宁，其父亲李曰京曾任广东咨议局议员。小时就读和毕业于兴宁学堂。1907年（光绪三十三年）入读两广高等工业学校预科。
1912年7月（一说1911年）官费选派留学日本，先后就读东京东亚预备学校、东京第一高等学校、京都第三高等学校和东京帝国大学工学部应用化学科。
1920年7月毕业，同年9月到大阪化学工厂实习。
1921年回国，任教于广东省立工业专门学校、广州市民大学。
1924年，孙文创立广东大学和黄埔军校，李被聘请为广东大学筹备处委员、理科教授主讲应用化学，兼任黄埔军校教官，教授火药兵器，后兼任军器研究处研究员。
1928年，李敦化教授主持建设了中国最早的硫酸厂之一的梧州硫酸厂，任厂长、总工程师。厂内设备使用德国制，但因工艺问题未能投产。李利用当地产硫铁矿生产硫酸，取得了突破，获得工业界推崇，写就《梧州硫酸厂办理经过报告书》。
1933年8月，回到中山大学任教，与萧冠英等一同创立中大工学院。期间写就《硫酸制造法》、《硝酸制造法》、《碱工业》、翻译《最新化学工业大全》等书。
抗战期间，随中大转移到云南澄江、广东坪石等地。在坪石任广东省营化工材料厂总工程师兼任厂长。在困难条件下就地取材，生产出了急需的硫酸、盐酸等产品，获得国民政府颁发的“胜利勋章”、“久任教授奖金”。
1951年开始研究无机工业催化。先后发表《钨冶金法研究》、《关于接触硫酸工业用钒触媒的一些探讨》、《关于废钒触媒复活利用问题的一些探讨》、《关于非钒触媒在接触硫酸工业上的应用问题》、《钼代钒制造硫酸工业用触媒》等论文。撰写了专著《硫酸工艺学》。《关于废钒触媒复活利用问题的一些探讨》，曾被收入美国《化学文摘》、日本《硫酸》杂志。同年，商务印书馆再版《硫酸制造法》，新发表译著《最新化学工业大全 第二册》。
1952年，全国院系调整，李任华南工学院筹备委员会委员。
1954年，商务印书馆发表译著苏联K M 马林《硫酸工业》。
1956年，李教授与罗明燏院长、冯秉铨教务长第一批招收研究生，每人一人。
1985年1月27日，在广州病逝，享年93岁。

## 著作
- 硫酸制造法 1937年[6][8]
- 硝酸制造法
- 碱工业[9]
- 无机化学
- 硫酸工学 （译著，原著：MK 马林）[10]
- 无机酸工业（合译）
- 最新化学工业大全（合译，原著松井元太郎）
- 增订化学工业大全（合译）